# Hedycarya rivularis
Hedycarya rivularis är en tvåhjärtbladig växtart som beskrevs av André Guillaumin. Hedycarya rivularis ingår i släktet Hedycarya och familjen Monimiaceae. Inga underarter finns listade i Catalogue of Life.